# Florencia de la V
Florencia Trinidad, mais conhecida como Florencia de La V (Monte Grande, Argentina, 2 de março de 1975), é uma atriz, comediante e vedete argentina.
Em 2010, após uma sentença judicial, obteve seu novo documento no qual consta que seu sexo é feminino. Deixou de se chamar legalmente Roberto Carlos Trinidad, passando a ser Florencia Trinidad.
Em 1998, Florencia conheceu o dentista Pablo Goycochea, que se casaram, em Buenos Aires, em 2010, no mesmo ano que a lei do casamento entre pessoas do mesmo sexo foi promulgada. Ambos tiveram um casal de gêmeos através de barriga de aluguel.